# 张子宇
张子宇（2007年5月1日—）是中國女子籃球運動員，司職中鋒，身高226公分，體重139公斤。张子宇自稱身高2米23、2米24。

## 生平
张子宇来自山东济南。父亲身高2.13米，母亲是前女籃運動員于瑛，身高1.98米。
小学毕业后，张子宇在清华附中就读初中，後來轉到济南市体校初中部。初中毕业后，张子宇進入山东省实验中学就讀，並且在山东省青年队训练。
2024年，张子宇代表中國隊參加U18女篮亚洲杯，這是张子宇首次參加国际比賽。2024年6月26日，张子宇在U18女篮亚洲杯B组中國隊對陣日本的比賽中破赛会纪录地得到44分。
2025年6月13日，張子宇首次代表成人國家隊參加比賽，上場12分鐘拿到18分、7籃板。

## 外部連結
- 张子宇在fiba.basketball（英语）
- 张子宇在Eurobasket.com（球員）（英语）